# Жищевко (Кошалінський повіт)
Жищевко (пол. Rzyszczewko, нім. Klein Ristow) — село в Польщі, у гміні Полянув Кошалінського повіту Західнопоморського воєводства.
Населення — 978 осіб (2011).

## Демографія
Демографічна структура станом на 31 березня 2011 року:
|          | Загалом | Допрацездатний вік | Працездатний вік | Постпрацездатний вік |
| -------- | ------- | ------------------ | ---------------- | -------------------- |
| Чоловіки | 508     | 107                | 358              | 43                   |
| Жінки    | 470     | 98                 | 279              | 93                   |
| Разом    | 978     | 205                | 637              | 136                  |